# Беттини, Джеремия
Джеремия Беттини (итал. Geremia Bettini; 1823, Камери — 1 ноября 1898, Новара) — итальянский оперный певец (тенор). Младший брат Алессандро Беттини.
Братьев часто путают, в ряде случаев достоверно неизвестно, кто из двоих пел на данной сцене — отчасти в связи с тем, что в большинстве источников XIX века, включая афиши и рецензии, фамилии исполнителей приводятся без имён. Считается, что Алессандро тяготел к более лирическому репертуару — операм Вольфганга Амадея Моцарта, Гаэтано Доницетти и Джоаккино Россини; — тогда как Беттини-младший склонялся в большей степени к героическим партиям, особенно в операх Джузеппе Верди: его ключевой партией стал Манрико в «Трубадуре», в 1853 г. Джеремия Беттини был её первым исполнителем на сцене Ла Скала.
В 1846—1848 гг. пел в парижской Гранд-Опера, в том числе на премьерном представлении оперы «Роберт Брюс» (пастиччио Джоаккино Россини). У парижской критики Беттини вызвал довольно сдержанные отклики, особенно в вокальном отношении, однако Теофиль Готье оценил его артистический темперамент при исполнении партии Отелло. Затем на протяжении нескольких сезонов выступал, главным образом, в США, в труппе Макса Марецека, в 1852 г. женился на его племяннице. Нью-йоркские выступления Беттини, особенно в «Эрнани» Верди, произвели сильнейшее впечатление на Уолта Уитмена. Вернувшись в Старый свет, в 1852—1853 гг. снова пел в Париже, затем обосновался в Турине, отправляясь оттуда в многочисленные гастрольные поездки. Так, в 1854—1855 гг. Беттини пел в венском Кернтнертор-театре, в 1856 г. — в Москве, в 1859 г. — в Мадриде. В 1860 г. в Риме принял участие в премьере оперы Джованни Пачини «Джанни из Низиды» (итал. Gianni di Nisida), написанной специально для него.